# Manipulations (film, 2000)
Pour les articles homonymes, voir Manipulation et La Candidate.
Pour plus de détails, voir Fiche technique et Distribution.
Manipulations ou au Québec La Candidate (The Contender) est un film américano-germano-britannique réalisé par Rod Lurie, sorti en 2000.

## Synopsis
Après le décès du vice-président, le président démocrate Jackson Evans porte son choix sur une femme, la sénatrice Laine Hanson. Mais d'aucuns s'opposent à ce choix, et vont salir la réputation de cette femme. Les événements de sa vie passée vont ressurgir et amener l'Amérique à se poser des questions. Une fille qui s'est prostituée peut-elle être fiable dans le gouvernement ? Une femme adultère peut-elle accéder aux plus hautes autorités d'un pays ? Les enquêtes et les séances devant les feux des sénateurs et des médias se succèdent.

## Fiche technique
Sauf indication contraire, les informations mentionnées dans cette section peuvent être confirmées par les bases de données cinématographiques IMDb et Allociné,  présentes dans la section « Liens externes ».
- Titre original : The Contender
- Titre français : Manipulations
- Titre québécois : La Candidate[1]
- Réalisation : Rod Lurie
- Scénario : Rod Lurie
- Musique : Larry Groupé
- Direction artistique : Halina Gebarowicz
- Décors : Alec Hammond
- Costumes : Matthew Jacobsen
- Photographie : Denis Maloney
- Son : Stephen Hunter Flick, Samuel Lehmer, Jeffrey Perkins
- Montage : Michael Jablow
- Production : Stephanie Antosca (Washington DC), Willi Bär, Marc Frydman, James Spies et Douglas Urbanski
  - Production déléguée : Rainer Bienger, Maurice Leblond et Gary Oldman
  - Coproduction : Steve Loglisci et Scott Shiffman
- Sociétés de production :
  - États-Unis : Battlefield et DreamWorks Pictures, en coproduction avec Battleground Productions
  - Allemagne : en coproduction avec Cinecontender, présenté par Cinerenta Medienbeteiligungs KG
  - Royaume-Uni : en association avec SE8 Group
- Sociétés de distribution : DreamWorks Pictures (États-Unis) ; Helkon Filmverleih GmbH (Allemagne) ; Icon Film Distribution (Royaume-Uni) ; Cinévia Films (France) ;  Belga Films (Belgique) ;
- Budget : 9 millions de $[2] ; 20 millions de $[3]
- Pays de production :  États-Unis,  Allemagne,  Royaume-Uni
- Langue originale : Anglais
- Format : couleur (FotoKem Laboratory) — 35 mm — 1,85:1 (Panavision) — son DTS / Dolby Digital / SDDS
- Genre : drame, thriller
- Durée : 126 minutes
- Dates de sortie[4] :
  - États-Unis : 13 octobre 2000 (sortie nationale) ; 14 février 2010 (Festival international du film de Santa Barbara)
  - Québec : 13 octobre 2000[1]
  - Royaume-Uni : 20 avril 2001
  - France, Belgique : 2 mai 2001[5],[6]
  - Suisse romande : 9 mai 2001[7]
  - Allemagne : 27 juin 2002
- Classification[8] :
  - États-Unis : les enfants de moins de 17 ans doivent être accompagnés d'un adulte (R – Restricted)[N 1]
  - Allemagne : interdit aux moins de 12 ans (FSK 12)
  - Royaume-Uni : interdit aux moins de 15 ans (15 - Suitable only for 15 years and over)
  - France : tous publics[9]
  - Belgique : tous publics (Alle Leeftijden)[6]
  - Suisse romande : interdit aux moins de 12 ans[10]
  - Québec : 13 ans et plus (13+ / 13 years and over)[1]

## Distribution
- Gary Oldman (VF : Guy Chapellier) : Républicain Sheldon Runyon, Président de la commission d'investiture
- Joan Allen (VF : Véronique Augereau) : Sénatrice Laine Hanson, nommée à la vice-présidence
- Jeff Bridges (VF : Patrick Floersheim) : Président Jackson Evans
- Christian Slater (VF : Thierry Wermuth) : Républicain Reginald Webster
- Sam Elliott (VF : Bernard Tixier) : Kermit Newman
- William L. Petersen (VF : Julien Thomast) : Gouverneur Jack Hathaway
- Saul Rubinek : Jerry Tolliver
- Philip Baker Hall (VF : Marc de Georgi) : Oscar Billings
- Mike Binder (VF : Philippe Dumont) : Lewis Hollis
- Robin Thomas (VF : Jean Barney) : William Hanson
- Mariel Hemingway : Cynthia Charlton Lee
- Kathryn Morris (VF : Claire Guyot) : agent spécial FBI Paige Willomina
- Kristen Shaw : Fiona Hathaway
- Douglas Urbanski : Makerowitz
- Noah Fryrear : Timmy
- Heather Rosbeck : Elaine Bidwell
- Genia Morgan : flirt de Webster
- Angelica Torn : Dierdra
- Irene Ziegler (VF : Régine Teyssot) : Maggie Runyon
- Sandra Register : Glenda
- Catherine Shaffner : Patricia Lavemeer (Patty)
- Liz Marks : Sheila
- Kevin Geer (VF : Patrick Béthune) : Congressman Skakle
- Larry King : Lui-même

## Distinctions

### Récompenses

#### 2001
- Critics' Choice Movie Awards : Alan J. Pakula Award de l’excellence artistique en mettant en lumière des questions d’une grande importance sociale et politique pour Joan Allen, Mike Binder, Jeff Bridges, Sam Elliott, Philip Baker Hall, Mariel Hemingway, Rod Lurie, Gary Oldman, William Petersen, Saul Rubinek, Christian Slater et Robin Thomas.

### Nominations

#### 2000
- Awards Circuit Community Awards : meilleure actrice dans un rôle principal pour Joan Allen
- Las Vegas Film Critics Society : meilleure actrice pour Joan Allen

#### 2001
- Blockbuster Entertainment Awards : actrice préférée dans un film dramatique pour Joan Allen
- Casting Society of America : meilleur casting pour un film dramatique pour Mary Jo Slater
- Chicago Film Critics Association Awards : meilleure actrice pour Joan Allen
- Dallas-Fort Worth Film Critics Association Awards : meilleure actrice pour Joan Allen
- Film Independent Spirit Awards :
  - Meilleure actrice pour Joan Allen
  - Meilleur acteur dans un second rôle pour Gary Oldman
- Golden Globes :
  - Meilleure actrice dans un film dramatique pour Joan Allen
  - Meilleur acteur dans un second rôle pour Jeff Bridges
- Online Film Critics Society Awards : meilleure actrice pour Joan Allen
- Oscars :
  - Meilleure actrice pour Joan Allen
  - Meilleur acteur dans un second rôle pour Jeff Bridges
- Phoenix Film Critics Society Awards :
  - Meilleur actrice pour Joan Allen
  - Meilleur scénario original pour Rod Lurie
- Political Film Society :
  - Démocratie[13],[N 2]
  - Droits Humains[14],[N 3]
- Satellite Awards :
  - Meilleure actrice dans un film dramatique pour Joan Allen
  - Meilleur acteur dans un second rôle dans un film dramatique pour Jeff Bridges
- Screen Actors Guild Awards :
  - Meilleure actrice dans un premier rôle pour Joan Allen
  - Meilleur acteur dans un second rôle pour Jeff Bridges
  - Meilleur acteur dans un second rôle pour Gary Oldman

## Éditions en vidéo
En France, le film Manipulations est sorti en DVD le 6 mars 2002 et il est ressorti en DVD le 3 juin 2009.

## Autour du film

### Du film à la série
Rod Lurie, le créateur de Manipulations allait s’inspirer du film qui traité le rapport entre les femmes et le pouvoir pour écrire sa série Commander in Chief. Il y montre la première femme... Présidente des États-Unis.